# Pedro Damián
Pedro Damián (né Pedro Muñoz Romero le 29 novembre 1952) est un acteur, producteur et réalisateur de télévision mexicain, producteur exécutif des telenovelas pour adolescents, Clase 406, Lola, érase una vez (en), Rebelde, Like La Leyenda et RBD: La Familia, distribués à l'intérieur et à l'extérieur du Mexique.  Il a travaillé avec RBD, Eiza Gonzalez et travaille maintenant avec LIKE. 

## Filmographie
- 2022 : Father of the Bride de Gary Alazraki